# Syndelphax
Syndelphax är ett släkte av insekter. Syndelphax ingår i familjen sporrstritar.
Kladogram enligt Catalogue of Life:
| Syndelphax | \| \| Syndelphax capellana \| \| \| \| \| \| Syndelphax disonyma \| \| \| \| \| \| Syndelphax matanitu \| \| \| \| |
|            | \| \| Syndelphax capellana \| \| \| \| \| \| Syndelphax disonyma \| \| \| \| \| \| Syndelphax matanitu \| \| \| \| |
|            | Syndelphax capellana                                                                                               |
|            | |
|            | Syndelphax disonyma                                                                                                |
|            | |
|            | Syndelphax matanitu                                                                                                |
|            | |